# Бджола (збірка)
«Бджола» (д.-рус. Бъчела, Пъчела) — грецький флорилегій, перекладний збірник висловів і коротких історичних анекдотів (тобто маленьких оповідань про вчинки знаменитих людей) з християнської та античної літератури, складений Максимом Сповідником (580—662).

## Структура
У давній українські літературі зустрічається в трьох різновидах. Найпоширеніша редакція містить 71 розділ, вона була перекладена не пізніше XII–XIII ст. З назв розділів («Про мудрість», «Про навчання і бесіду», «Про багатство і злиденність», «Про печаль і безпечальність», «Про похвалу», «Про заздрість», «Про сміх» тощо) видно, що вислови підбиралися по темах і в основному стосувалися питань моралі, норм поведінки, християнського благочестя. Кожний розділ містить близько 20 висловів: на початку нього — цитати з книг Біблії, творів батьків церкви (Івана Богослова, Василія Великого, Івана Золотоустого та ін.).
Далі ідуть вислови, що належать або приписуються античним філософам і письменникам: Арістотелю, Анаксагору, Піфагору, Демокріту, Сократу, Плутарху, Софоклу, Евріпіду, Феогніду тощо. «Бджола» — багате джерело античних афоризмів та анекдотів, що почасти увійшли в український фольклор. В історичних анекдотах містяться епізоди з життя і діянь Александра Македонського і його батька — Філіппа ІІ, спартанських царів Агесилая і Леоніда I, афінського державного діяча Алківіада, східних царів — Дарія, Артаксеркса, Кира, Креза та ін. Таким чином, «Бджола» була не тільки збіркою етичних рекомендацій, а й своєрідною енциклопедією історичних відомостей.

## Витяги
От приклади моральних наставлянь з «Бджоли»: «Ліпше од вірного друга рана, ніж поцілунок ворога»; «Усе нове краще: і посуд, і одежа, а дружба — стара»; «Ліпше зле слухати, ніж зле мовити»; «Ліпше хліб з сіллю у тиші та без печалі, ніж жадання наїдків багатоцінних з безладдям і з жахом»; «Роби сказане, а не розповідай про зроблене»; «Везіння подібно овочеві — як мине час, так і засохне»; «Хто, інших грабуючи, творить будинок собі, той немов би камені складає на замерзлій ріці»; «Таким будь для батьків своїх, якими хотів би бачити своїх дітей»; «Ворог, що говорить правду, краще лицемірного друга»; «Коли всі справи твої відбуваються за твоїм бажанням, тоді чекай змін (до поганого), а коли несподівані напасті випали тобі, тоді сподівайся на добре і краще»; «Краще жити в пустелі з левом і зі змією, ніж із дружиною підступної і зломовною» тощо.
Кілька прикладів історичних анекдотів з «Бджоли»: «Олександр Македонський: Коли благало його військо вночі на супостата напасти, так сказав: „Не царської мужності така перемога“»; «Діоген сказав. Коли спитав хтось, чому люди жебракам подають, а мудролюбцям — ні, відповідав він: „Бо кульгавості і сліпоти та інших вад собі очікують, а мудрості ні“»; «Езоп. Цей каже: „Кожен з нас два міхи носить: один перед собою, а інший ззаду. У передній кладе чужі гріхи, а в задній — свої“».

## Редакції
«Бджола» існувала в двох редакціях, що складали відповідно 68 і 44 розділи. Посилання на «Бджолу» ми зустрічаємо вже в літописі під 1186 року: «Як говориться в „Бджолі“: славна війна краща від неміцного миру: в удаваному мирі живучи, більше зла землям приносять».
Пізніше «Бджолу» перероблювали зі значними скороченнями античного матеріалу. Найстаріший рукопис (XV ст.) видав М. Смирнов (1894), деякі пізніші українські списки — С. Щеглова (1914). Мотиви «Бджоли» використовував у своїй творчості Іван Франко.

## Видання
- Семенов В. Древняя русская «Пчела» по пергаменному списку // СОРЯС.— 1893.— Т. 54.— № 1 [Архівовано 8 серпня 2021 у Wayback Machine.];
- Пчела / Подг. текста, перевод и комм. В. В. Колесова // ПЛДР: XIII век.— М., 1981.— С. 486—519 [Архівовано 8 січня 2005 у Wayback Machine.];
- Тисяча років української суспільно-політичної думки. У 9-ти тт. — К., 2001. — Том I. — С.553-574 [Архівовано 19 лютого 2005 у Wayback Machine.].